# François de Montmorin-Saint-Hérem
François de Montmorin-Saint-Hérem, issu de la famille noble auvergnate de Montmorin, chevalier vicomte de Clamecy, fut gouverneur d'Auvergne, seigneur d'Auzon et Rilhac (Auzon en totalité depuis 1537 ; Auzon et Rilhac/Rillac étaient venus à Hugues IV de Montmorin par son mariage avec Bompare d'Auzon, 2e moitié du XIIIe s.), Chassignolles, Saint-Hérem, Chas, Espirat, Pérignat-ès-Allier... (ces quatre derniers fiefs venus d'une alliance avec les Gouges).

## Biographie
Gentilhomme de la maison du roi François Ier, chevalier de son ordre. Il épouse le 12 février 1526 Jeanne de Joyeuse, fille de François seigneur de Bouthéon et de Saint-Lambert, lui-même fils de Louis de Joyeuse comte de Grandpré, seigneur en partie de Bothéon, et de Jeanne de Bourbon-Vendôme dame de Rémalard, du Theil et de Préaux, fille du comte Jean VIII (Jeanne de Joyeuse était cousine issue de germain d'Antoine de Bourbon-Vendôme, le père d'Henri IV). 
Il rachète un château à Auzon (Haute-Loire) et possède alors toute la seigneurie.
Ses fils furent Gaspard de Montmorin-Saint-Hérem et Jean de Montmorin-St-Hérem seigneur de Préaux et du Theil.